# Lagoa do Tocantins
Lagoa do Tocantins es un municipio brasileño del estado del Tocantins.

## Historia
Fundada el 5 de octubre de 1989 e instalado en 1° de enero de 1993, el municipio de Lagoa do Tocantins se localiza a 121 km de la capital Palmas, en la región este del estado.

## Geografía
Se localiza a una latitud 10º22'41" sur y a una longitud 47º33'04" oeste, estando a una altitud de 0 metros. Su población estimada en 2004 era de 2.769 habitantes.